# Wallace Thurman
Pour les articles homonymes, voir Thurman.
Wallace, Henry Thurman, né le 16 août 1902 à Salt Lake City et mort le  22 décembre 1934 à Manhattan est un romancier américain actif durant la période de la Renaissance de Harlem. Il a également écrit des essais et travaillé comme rédacteur en chef. Il publia quelques journaux et revues littéraires qui furent de courte durée. Il est surtout connu pour son roman Plus noire est la mûre: un roman de la vie nègre (1929), qui explore la discrimination basée sur la couleur de peau, au sein même de la communauté noire, la couleur claire étant la plus prisée.

## Biographie

### Jeunesse et formation
Thurman est né à Salt Lake City, de Beulah et Oscar Thurman. Son père les abandonne, lui et sa mère, alors que Wallace n'a même pas un mois. Thurman ne rencontrera pas son père avant l'âge de 30 ans. Entre les mariages successifs de sa mère, beaucoup de mariages, Wallace vit à Salt Lake City avec sa grand-mère maternelle Emma Jackson, qui tenait un saloon chez elle, vendant de l'alcool sans licence,.
L'enfance de Thurman est marquée par la solitude, l'instabilité familiale et la maladie. À six ans, il commence l'école primaire à Boise, dans l'Idaho, mais son mauvais état de santé l'éloigne de l'école pendant deux ans, période au cours de laquelle il retourne chez sa grand-mère Emma, à Salt Lake City. De 1910 à 1914, Thurman vit à Chicago. Suivant sa mère, il termine l'école secondaire à Omaha, Nebraska. Pendant ce temps, il souffre  de malaises cardiaques persistants. En hiver 1918, Thurman habite à Pasadena, en Californie, où il attrape la grippe durant la Pandémie de Grippe de l'après-guerre. Il retourne ensuite à Salt Lake City, où il termine l'école secondaire.
Thurman est un lecteur vorace. Il apprécie les œuvres de Platon, Aristote, Shakespeare, Havelock Ellis, Flaubert, Charles Baudelaire et bien d'autres. Il écrit son premier roman à l'âge de 10 ans. De 1919 à 1920, il est inscrit en classe préparatoire aux études médicales à l'université de l'Utah. En 1922, il change pour l'université du Sud de la Californie à Los Angeles, mais il abandonne avant d'obtenir un diplôme.
Durant son séjour à Los Angeles, il rencontre  l'écrivain Arna Bontemps avec qui il se lie d'amitié, et il devient journaliste et chroniqueur pour un journal noir. Il lance Outlet, un magazine qu'il voudrait voir devenir, pour la Côte Ouest, un équivalent à The Crisis, édité par la NAACP.

### Carrière
En 1925, Wallace Thurman s'installe à Harlem. Au cours de la décennie suivante, il travaille comme prête-plume, éditeur, et rédacteur, écrit romans, pièces et articles. En 1926, il devient le rédacteur en chef de The Messenger, journal socialiste destiné aux Noirs. Là, il est le premier à publier les histoires pour adultes de Langston Hughes. Wallace Thurman quitte le journal en octobre 1926 pour devenir rédacteur en chef de World Tomorrow, détenu par des Blancs. Le mois suivant, il collabore au lancement de la revue littéraire Fire!! Devoted to the Younger Negro Artists.  Parmi ses contributeurs, Langston Hughes, Zora Neale Hurston, Richard Bruce Nugent, Aaron Douglas, et Gwendolyn B. Bennett.
Il ne parvint à publier qu'un seul numéro de Fire!!, lequel s'opposait à de grandes figures comme W. E. B. Du Bois et d'autres Afro-américains qui luttaient pour l'égalité sociale et l'intégration raciale. Thurman critiquait leur opinion selon laquelle l'art noir devait servir de propagande pour ces fins. Il considérait que le mouvement New Negro dépensait trop d'énergie à essayer de montrer aux Américains blancs que les Noirs étaient respectables et non pas des inférieurs.

Wallace Thurman et les autres "Niggerati" (nom volontairement ironique qu'il utilisait pour les jeunes artistes et intellectuels afro-américains de la Renaissance de Harlem) prétendait montrer la vraie vie des Afro-américains, le bon comme le mauvais. Thurman soutenait que les artistes noirs devaient pleinement reconnaître et célébrer les conditions difficiles des vies afro-américaines. Ainsi que l'écrivent Singh et Scott, 
"La Renaissance de Harlem de Thurman est ainsi, ardente et révolutionnaire dans son engagement en faveur de l'individualité et de l'objectivité critique : l'écrivain noir n'a pas besoin de flatter les préférences esthétiques de la classe moyenne noire, et il ou elle ne devrait pas écrire pour chercher l'approbation facile et condescendante du Blanc."
Pendant ce temps, l'appartement de Wallace Thurman dans une maison de rapport située au 267 136e Rue Ouest à Harlem, est devenu le lieu de rencontre privilégié de la littéraire d'avant-garde et des artistes visuels afro-américains. Thurman et Hurston l'appelaient de façon ironique le "Manoir Niggerati." Wallace Thurman avait peint les murs en rouge et noir, les couleurs qu'il utilisa sur la couverture de Fire!!  Nugent orna les murs de fresques, dont certaines au contenu homoérotique.
En 1928, on propose à Wallace Thurman d'éditer un magazine appelé Harlem: A Forum of Negro Life, dont les contributeurs incluaient Alain Locke, George Schuyler, et Alice Dunbar-Nelson. Il ne fit paraître que deux numéros.
Par la suite, Wallace Thurman devient lecteur pour une maison d'édition majeure de New York, faisant de lui le premier Afro-américain à occuper un tel poste.

### Vie personnelle
Wallace Thurman avait épousé Louise Thompson le 22 août 1928. Le mariage ne dure que six mois. Thompson déclara que Wallace était un homosexuel et refusait de l'admettre. Ils n'eurent pas d'enfants ensemble.
Wallace Thurman décède à l'âge de 32 ans, des suites d'une tuberculose que nombreux pensent avoir été exacerbée par sa longue lutte contre l'alcoolisme.
Wallace Thurman repose au Silver Mount Cemetery (en) de Staten Island (New York).

## Œuvre
Langston Hughes décrit Wallace Thurman comme « ... un  garçon noir étrangement brillant, qui avait tout lu et dont l'esprit critique pouvait trouver quelque chose de mal à tout ce qu'il lisait. » La couleur de peau foncée de Thurman donne lieu à des remarques, y compris des réactions négatives, à la fois de la part des Américains noirs et blancs. Il utilise ce colorisme dans ses écrits pour dénoncer la préférence de la communauté noire à l'égard de ses membres à la peau plus claire.
Wallace Thurman écrit une pièce de théâtre, Harlem, qui a sa première sur Broadway en 1929, suscitant des critiques mitigées. La même année est publié son premier roman, Plus noire est la mûre: un roman de la vie Nègre (The Blacker the Berry), œuvre désormais reconnue comme un travail de fiction pionnier pour son coup de projecteur sur les préjugés raciaux et le colorisme au sein de la communauté noire.
Trois ans plus tard, en 1932, Wallace Thurman publie Les Enfants du printemps (Infants of the Spring), une satire des thèmes et des personnalités de la Renaissance de Harlem. Il est co-auteur de The Interne (1932), roman écrit avec Abraham L. Furman, un homme blanc.

### Œuvres complètes
- Sous la direction d'Amritjit Singh et de Daniel M. Scott III, The Collected Writings of Wallace Thurman : A Harlem Renaissance Reader, New Brunswick, New Jersey, Rutgers University Press, 26 août 2003, 536 p. (ISBN 978-0-8135-3301-8),

### Romans
- Negro Life in New York's Harlem : A Lively Picture of a Popular and Interesting Section (réimpr. 25 avril 2018 aux éditions Forgotten Books) (1re éd. 1927 aux éditions Haldeman-Julius Publications), 68 p. (ISBN 978-0-265-59048-5, lire en ligne),
- The Blacker the Berry..., New York, Scribner Paperback Fiction, 1929, rééd. 2 février 1996, 228 p. (ISBN 978-0-684-81580-0, lire en ligne),
- Infants of the Spring, New York, Modern Library, 1932, rééd. 26 janvier 1999, 196 p. (ISBN 978-0-375-75232-2, lire en ligne),

#### Traductions françaises
- Plus noire est la mûre : Roman de la vie nègre [« The Blacker the Berry : a novel of Negro life »]  (trad. de l'anglais par Florence Canicave), Ciboure, La Cheminante, 16 mars 2017, 220 p. (ISBN 978-2-37127-089-3),
- Les enfants du printemps [« Infants of the Spring »]  (trad. de l'anglais par Daniel Grenier), Montréal, Mémoire Encrier, 8 juillet 2019, 272 p. (ISBN 978-2-89712-610-0),

### Théâtre
- Harlem (1929)

## Pour en savoir plus